# KWPN
Un KWPN (néerlandais : Koninklijk Warmbloed Paard Nederland), parfois désigné par le nom obsolète de Hollandais (à) sang chaud, est un cheval de sport inscrit dans le stud-book de même sigle, le Koninklijk Warmbloed Paardenstamboek Nederland, aux Pays-Bas. Le KWPN est issu de croisements entre le Gelderland, le Groningue et le Pur-sang, avec l'apport de chevaux français et allemands. L'objectif initial est d'associer la force du Gederland et du Groningue aux caractéristiques des chevaux proches du sang. Comme de nombreux autres chevaux de sport, il ne répond plus à la définition de race depuis l'ouverture du stud-book aux apports de sang étrangers.
Fiable et docile, le KWPN fait l’objet d’une sélection très rigoureuse basée sur la qualité et la performance de ses reproducteurs. Cette exigence constante porte ses fruits, puisque le KWPN est l'un des chevaux de sports équestres les plus performants à haut niveau, en particulier en saut d'obstacles comme l'ont prouvé des champions comme Hickstead , Alamo et  Kannan, et en dressage, où le record du monde a été successivement battu par deux représentants de ce stud-book, Totilas et Valegro. Le KWPN est également utilisé comme cheval de loisir, et à l'attelage.
Très présent sur la scène internationale et remportant les compétitions les plus prestigieuses, le KWPN connaît un succès notable et s’exporte de ce fait très bien dans de nombreux pays, en particulier européens.

## Dénomination
La traduction « hollandais à sang chaud » est proposée dès 2002 par Jean-Claude Boulet, l'auteur du Dictionnaire multilingue du cheval.

## Histoire

### Origine
L'histoire de la race remonte à l'époque des chevaux carrossiers et des animaux agricoles. En effet, le KWPN descend du Gelderland et du Groningue, deux races d'attelage également employées aux travaux des champs dans les Pays-Bas. Le Gelderland est un cheval relativement léger, alors que le Groningue est beaucoup plus lourd. Les deux races sont parfaitement compatibles et les éleveurs ont au cours des siècles effectué des croisements entre les deux en fonction de leurs besoins, tantôt en alourdissant leurs produits et tantôt en les allégeant,.

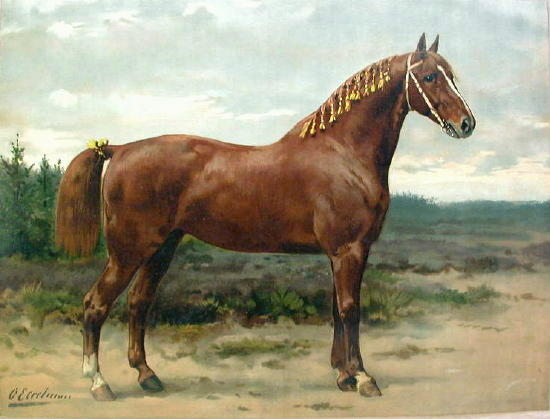
Cheval Gelderland au modèle.
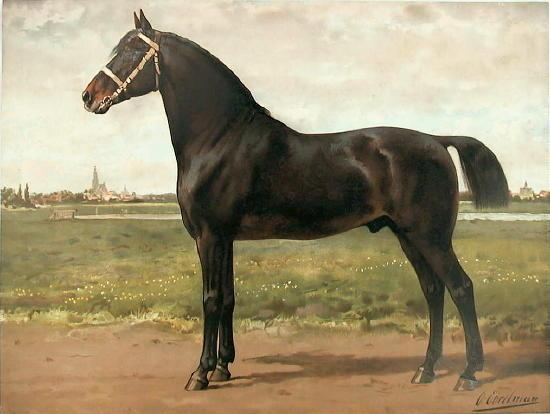
Cheval Groningue au modèle.

### XIXesiècle
Le XIXe siècle marque un tournant quant à l’utilisation du cheval aux Pays-Bas. Celui-ci n’est plus uniquement utilisé pour le travail agricole. On recherche désormais de plus en plus des chevaux adaptés à la selle et à l’attelage. Dans la seconde moitié du XIXe siècle, des chevaux allemands et français sont importés afin de satisfaire cette nouvelle demande. À ceux-ci s’ajoutent également plusieurs races anglaises, notamment le Pur-sang, ce dernier influençant profondément les chevaux issus de ces nouveaux croisements,. Le roi Guillaume III reconnaît le premier stud-book néerlandais en 1887 et encourage l’élevage et l’enregistrement des chevaux,.

### Depuis leXXesiècle
Avec l’arrivée de la mécanisation et la fin de l'utilisation agricole des chevaux, l'élevage s'est orienté vers une utilisation du cheval comme animal de sport et de loisir. Des écoles d’équitation sont créées progressivement dans le pays, et pour satisfaire cette nouvelle demande, les éleveurs adaptent leur production,. L’élevage est orienté vers un cheval de sport volontaire, avec de belles allures, mais qui garde également le bon caractère et la bonne volonté des anciens chevaux de ferme. Pour cela, ils effectuent une sélection rigoureuse des reproducteurs et font de nouveau appel à des chevaux étrangers comme le Holstein, le Trakehner, le Hanovrien et le selle français, notamment pour améliorer l’aptitude au saut d’obstacles ,,. En 1969, le stud-book est réorganisé et rassemble l’ensemble des registres d’élevage régionaux. Il prend le nom de "Warmbloed Paardenstamboek in Nederland" ou WPN. Résolument orienté vers le sport de haut niveau, les chevaux néerlandais remportent de nombreuses compétitions internationales, ce qui amène la reine Beatrix à décerner en 1988 le titre « royal » de "Koninklijk" au stud-book au titre d’un siècle de prestige et d’économie agricole pour le pays. Le nom officiel du stud-book devient à cette occasion KWPN,.

## Description
Comme la plupart des chevaux de sport, le KWPN n'est zootechniquement plus une race depuis la large ouverture de son stud-book aux apports de sang extérieurs, mais plutôt une marque. Cette définition est renforcée par l'utilisation d'un sigle international de reconnaissance,.

### Morphologie

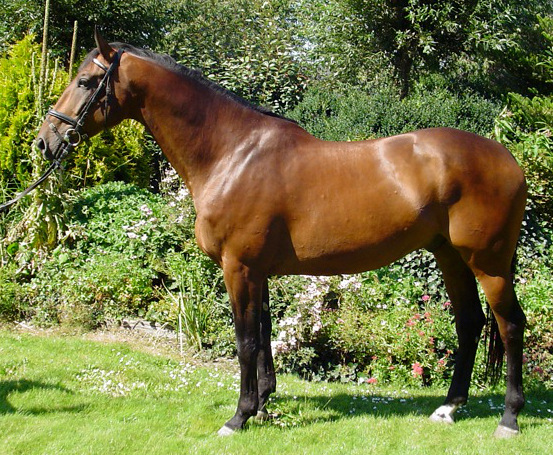
Cheval KWPN au modèle.

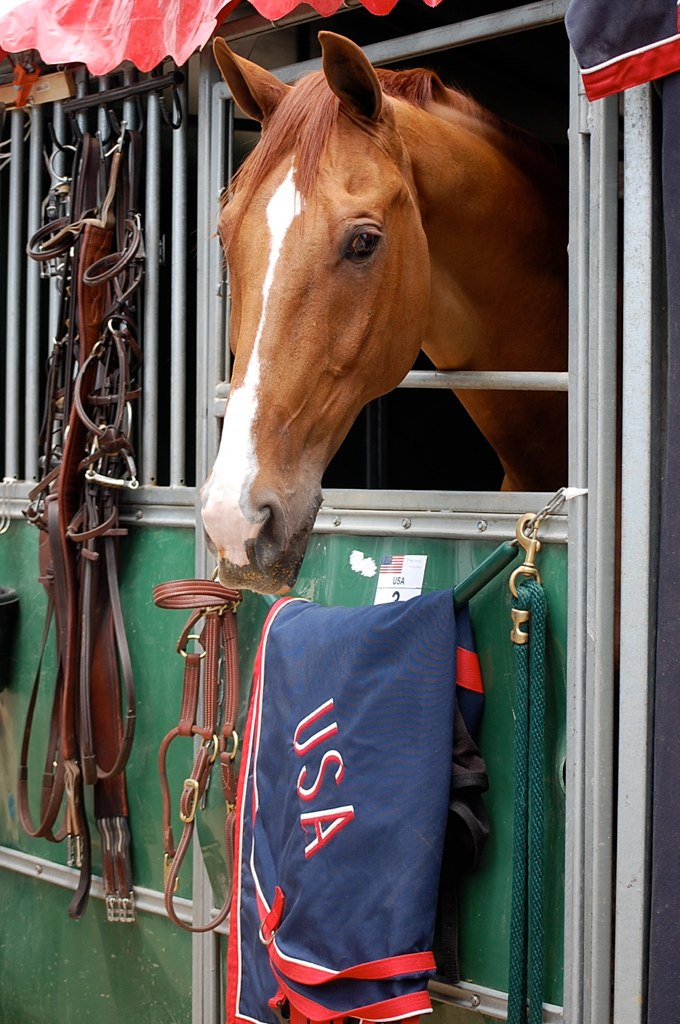
Tête d’un cheval KWPN.

La taille va de 1,60 à 1,75 m. C'est un cheval de sport aux épaules obliques et à la poitrine profonde. Il est plutôt osseux, les jambes ont des articulations plates et des canons courts. Le garrot est prononcé, le dos est court et l'arrière-main puissante. L'encolure est sortie et bien musclée. Il présente une belle tête au profil rectiligne avec une expression intelligente et vive. Ses oreilles sont bien dressées et mobiles,,.

### Robes
Toutes les robes unies sont admises, avec une forte représentation du bai et du bai-brun,. Les robes alezane, noire et grise sont également fréquentes,. On constate quelques cas de chevaux pie. Les marques en tête et les balzanes se rencontrent couramment.

### Tempérament et entretien
Ce cheval est doté d’un excellent tempérament. Énergique sans nervosité, franc, fiable et volontaire, il répond parfaitement aux qualités nécessaires à la pratique sportive à haut niveau, comme l’élevage et la sélection l’ont orienté,.

### Types
Il existe quatre types chez la race, en effet, selon ses origines, son modèle et ses aptitudes supposées, chaque cheval KWPN est classé par l'organisme d'élevage dans une catégorie : obstacle, dressage, attelage ou Gelderland, ce dernier étant le plus proche de l'ancêtre de la race. S’il existe quatre types différents, leur représentation n’est en revanche pas égale. En 2007, les chevaux de saut d’obstacles et de dressage représentent près de 80 % de l'effectif total de la race, alors que les chevaux d'attelage et Gelderland forment les 20 % restants. Chaque type suit une direction d’élevage différente avec ses propres objectifs tout en respectant les orientations générales du KWPN.

### Sélection

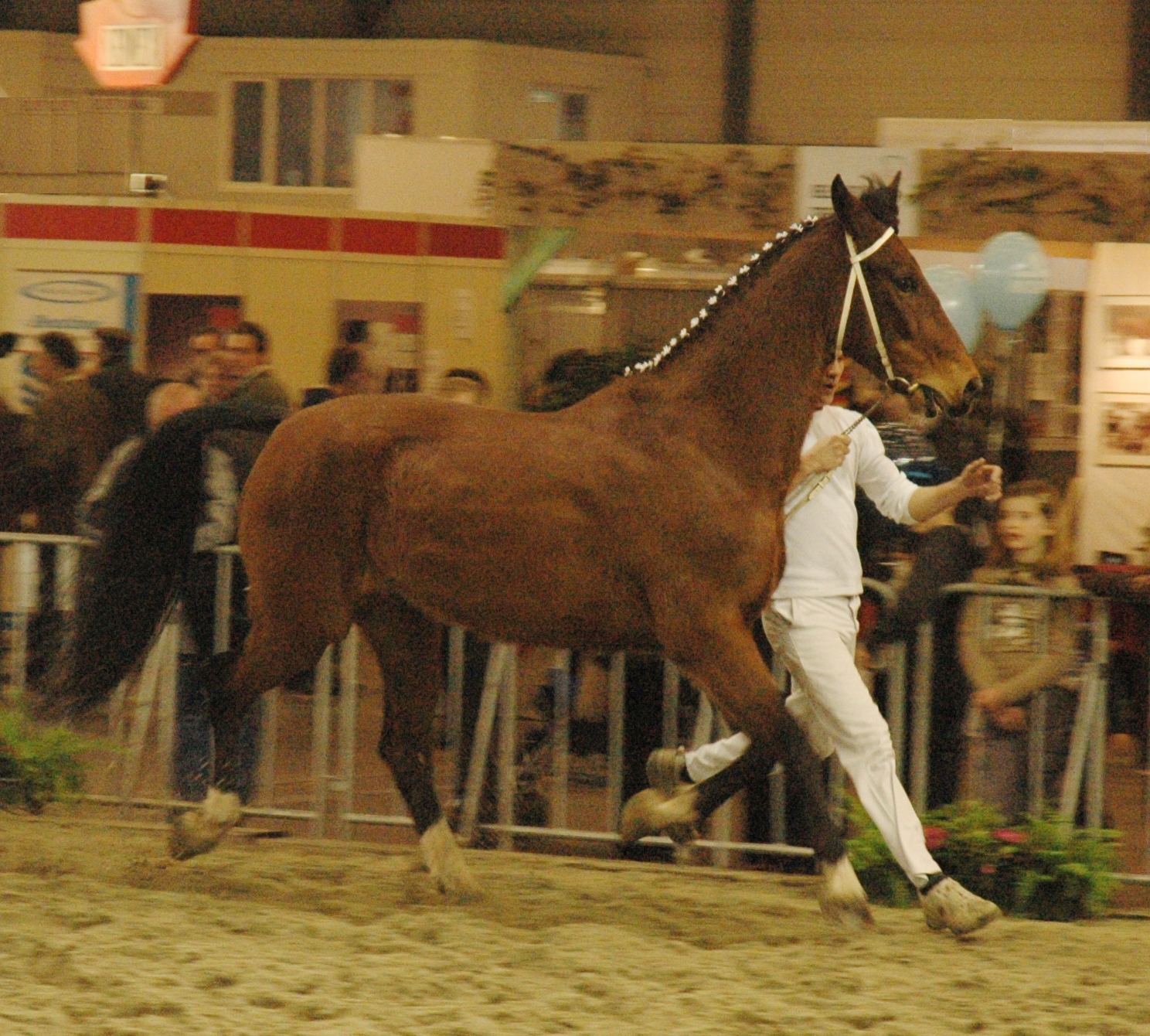
KWPN de type attelage présenté en main à un salon agricole.

La sélection de la race s'effectue sous la houlette d'un organisme d'élevage, le studbook royal néerlandais de chevaux de demi-sang (néerlandais : Koninklijk Warmbloed Paardenstamboek Nederland, soit KWPN), qui surveille et maintient la qualité des animaux destinés en particulier à l'obstacle, au dressage et à l'attelage.  Cette sélection est l'une des plus rigoureuses du monde, et bénéficie des avancées scientifiques les plus récentes mises au service de l'élevage équin. De plus, les éleveurs néerlandais possèdent une longue et solide expérience acquise en plusieurs générations de spécialisation avec les chevaux,.
Le système de sélection des reproducteurs est basé sur des inspections annuelles notées et classées par un jury, mais également sur les performances sportives réalisées en compétition et sur la qualité des premiers produits nés. Les exigences du stud-book sont en effet progressives et fonction de l’âge du sujet. Dans ses premières années, le jeune cheval pressenti à la reproduction passe de nombreux tests de type modèles et allures, et également des tests vétérinaires, des tests physiques et sportifs sous le contrôle strict d’un jury.  S’il fait partie des meilleurs, il obtient une accréditation qui doit être renouvelée chaque année. Plus le temps passe, plus les résultats en compétition et la qualité des poulains nés de ce reproducteur pèse dans le renouvellement de l’accréditation. La qualité des poulains issus des premières saillies est ainsi observée avec attention de leur plus jeune âge jusqu’à leurs premiers pas en compétition. Par ce système de sélection, un cheval peut devenir reproducteur à n’importe quel âge mais il peut également perdre son statut à tout moment,.

## Utilisations
Le KWPN est le stud-book de sport le plus présent sur la scène internationale. Il tient la première place du classement de la World Breeding Federation for Sport Horses (WBFSH), qui coordonne l'élevage de chevaux de sport au niveau mondial. Cette position ne signifie pas seulement un grand nombre de chevaux engagés, elle dénote aussi des résultats exceptionnels en saut d'obstacles, dressage et attelage.

### Saut d'obstacles

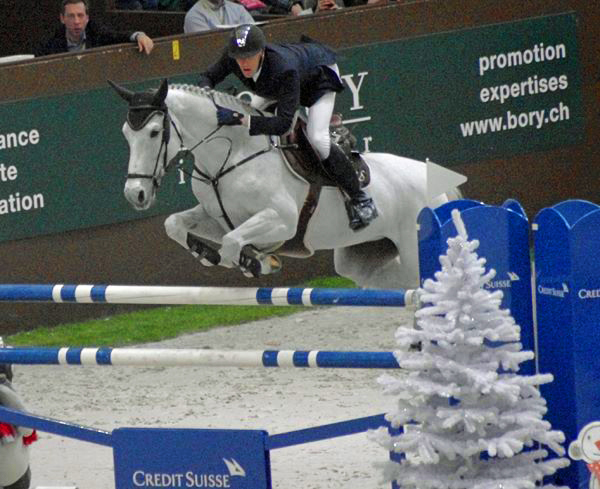
Silvana*HDC, jument KWPN de saut d'obstacles, montée par Kevin Staut.

Parmi les plus célèbres représentants KWPN figure Hickstead, champion olympique en individuel et vice-champion olympique par équipes de saut d'obstacles à Pékin en 2008, puis médaillé de bronze aux Jeux équestres mondiaux de 2010 à Lexington avec son cavalier canadien Éric Lamaze. Okidoki, grand performer international sous la selle d'Albert Zoer, a notamment remporté la médaille d’or par équipe aux Jeux mondiaux d’Aix-la-Chapelle en 2006. En France, Kannan a été un grand performer international en saut d'obstacles sous la selle de Michel Hécart. À sa retraite, il assure une carrière de reproducteur. Silvana, monture de tête de Kevin Staut, est également une jument KWPN. Par le passé, Milton, l'éternel rival du cheval français Jappeloup à moitié KWPN, a lui aussi accumulé les médailles. Son père est le très célèbre Marius Pinatel, excellent compétiteur international sous la selle de Caroline Bradley. Aris CMS et Verdi sont aussi des KWPN.

### Dressage

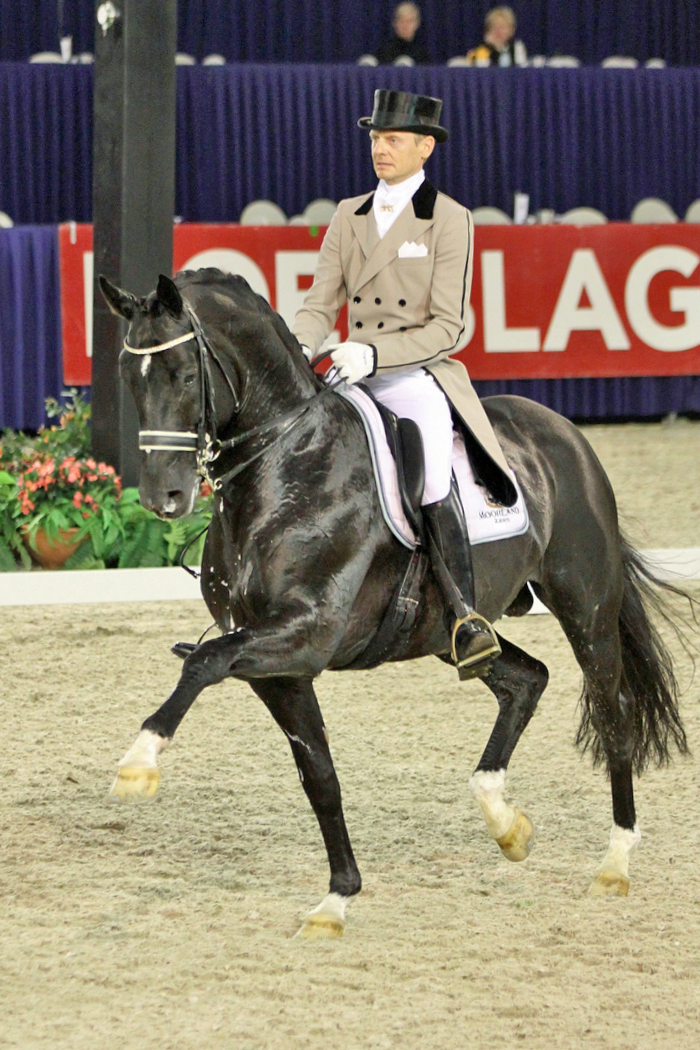
Le KWPN Totilas, ancien détenteur du record du monde de dressage et premier cheval à avoir dépassé la note de 90 %.

Moorlands Totilas est le plus célèbre KWPN de dressage, ayant obtenu le titre de champion du monde aux Jeux équestres mondiaux de 2010 à Lexington sous la selle d'Edward Gal. Son double record du monde sur la notation tient toujours. Valegro, champion olympique de dressage sous la selle de la cavalière britannique Charlotte Dujardin à Londres en 2012, appartient lui aussi à la race. Apache a participé à la finale de la Coupe du monde de dressage en 2019.
Un peu plus loin dans le temps, Dutch Courage a remporté la médaille de bronze au championnat du monde en 1978.

## Diffusion de l'élevage
Ses qualités de cheval de sport lui ont permis de s'implanter dans le monde entier. Le KWPN représente le plus grand stud-book mondial de chevaux de sport, comptant 26 000 membres et environ 10 000 nouveaux poulains inscrits chaque année. Cela fait des Pays-Bas l'une des grandes nations d'élevage de chevaux de sport européennes, avec l'Allemagne et la France.

### En Amérique du Nord
La présence de nombreux chevaux KWPN sur le territoire américain est le fait de Gert van der Veen, ancien directeur et inspecteur général du KWPN, qui parvient en 1983 à établir une filiale d'élevage de la race en Amérique du Nord. L’association connue sous le nom de « KWPN-NA » compte près de 300 membres en 2014 et a pour but de promouvoir le cheval KWPN en Amérique du Nord. Elle assure l’enregistrement, l’inspection et le suivi de tous les chevaux KWPN présents dans cette zoné géographique. Si l'association ne suit pas le nombre total de chevaux enregistrés, on dénombre en 2012 entre 350 et 450 nouveaux poulains enregistrés chaque année sur le territoire américain et environ 300 chevaux KWPN supplémentaires importés chaque année.

### En France
En France, le KWPN est la seconde race la plus importée, derrière le Pure race espagnole mais devant le poney Shetland. Cette importation concerne essentiellement des chevaux de dressage pour la compétition, la production française étant faible dans cette discipline. Il n'existe aucun accord signé entre la France et les Pays-Bas sur l'enregistrement des chevaux KWPN nés en France. Le produit de deux parents KWPN né en France ne possède donc pas les papiers KWPN. En 2014, des pourparlers sont en cours entre les deux pays.

#### Article scientifique
- [Theunissen 2018] (en) Bert Theunissen, « The Transformation of the Dutch Farm Horse into a Riding Horse: Livestock Breeding, Science, and “Modernization,” 1960s–1980s », Agricultural History, vol. 92, no 1,‎ 2018, p. 24–53 (ISSN 0002-1482, DOI 10.3098/ah.2018.092.1.024, lire en ligne, consulté le 25 mai 2024)

#### Ouvrages spécialisés
- [Collectif 2012] (en) Inez Kampman, Ine van Deurzen, Cor Loeffen, Charlotte Dekker et Silvia Monas, The KWPN-horse : Selection for Performance, Koninklijk Warmbloed Paardenstamboek Nederland (KWPN), 2012, 98 p.

#### Ouvrages généralistes
- [Draper 2006] Judith Draper (trad. Sophie Smith, ill. Rodney Paull, photogr. Kit Houghton), « Le Hollandais à sang chaud », dans Le grand guide du cheval : les races, les aptitudes, les soins, Romagnat, Éditions de Borée, 2006, 256 p. (ISBN 2844944205 et 9782844944207, OCLC 470405910, BNF 40173187, lire en ligne), p. 91.
- [Edwards 2006] Elwyn Hartley Edwards (trad. Philippe Sabathe et Isabelle Cassou), « Sang Chaud Hollandais », dans Les chevaux, Romagnat, De Borée, 2006, 272 p. (ISBN 2-844-94449-3 et 978-2-844-94449-8, OCLC 421726096, BNF 40951112, lire en ligne), p. 68-69.
- [Hendricks & Dent 2007] (en) Bonnie Lou Hendricks et Anthony A. Dent, « Dutch Warmblood », dans International Encyclopedia of Horse Breeds, University of Oklahoma Press, 2007, 486 p. (ISBN 080613884X et 9780806138848).
- [Lynghaug 2009] (en) Fran Lynghaug, « Dutch Warmblood », dans The Official Horse Breeds Standards Guide: The Complete Guide to the Standards of All North American Equine Breed Associations, Voyageur Press, 2009, 672 p. (lire en ligne), p. 567-570.
- [Dutson 2012] (en) Judith Dutson, « Dutch Warmblood », dans Storey's Illustrated Guide to 96 Horse Breeds of North America, Storey Publishing, 2012, 416 p., p. 103-105.

#### Article de presse
- [Chauvin 2014] Maylis Chauvin, « Le KWPN, ou l'excellence hollandaise », Cheval Magazine, no 511,‎ juin 2014, p. 42-45